# Gólyaorrvirágúak
A gólyaorrvirágúak (Geraniales) a valódi kétszikűek (eudicots) rosids kládjába sorolt kisebb rend. A legnagyobb ide tartozó család a gólyaorrfélék (Geraniaceae) több mint 800 fajjal, a maradék kisebb család, a Francoaceae fajszáma 40 körüli. A legtöbb faj lágyszárú, de néhány cserje, kisebb fák is tartoznak ide.

## Jellemzés
A virágok öttagúak, ötkörűek, sugaras vagy kétoldali szimmetriájúak. A porzótáj obdiplosztemon, azaz a belső  porzókör, melyben a porzók a sziromlevelekkel fedésben állnak, a növekedés során kívülre kerül, vagy a belső porzókör hiányzik, ezáltal a külső porzókör (mely egyébként a csészelevelekkel áll fedésben) a sziromlevelekkel váltakozik. A virágzat bogas. A magház felső állású, a csésze érés után rendszerint a termésen marad. Termésük gyakran autonóm mozgással szóródik szét.

## Rendszerezés
A rend Angiosperm Phylogeny Group (APG) szerinti eredeti 1998-as leírása szerint a Geraniales Dumort. a rosids közé tartozott a következő hat családdal:
Geraniales Dumort. 1829
- Francoaceae A.Juss., 1832
- Geraniaceae Juss., 1789 [ + Hypseocharitaceae Wedd., 1861]
- Greyiaceae Hutch., 1926
- Ledocarpaceae Meyen, 1834
- Melianthaceae Bercht. & J.Presl, 1820
- Vivianiaceae Klotzsch, 1836

A Hypseocharitaceae apró, az Andok trópusi hegyvidéki régióiban élő Hypseocharis nemzetség nyolc fajából álló család volt. Az APG fenntartotta a lehetőséget külön családként való kezelésére vagy bele lehetett olvasztani a Geraniaceae-be. 2003-ra, az APG II megjelenésének idejére nyilvánvalóvá vált, hogy a Francoaceae, Greyiaceae és Melianthaceae apró családjai szorosan összetartoztak, ezért egyetlen családdá olvasztották össze őket Melanthiaceae néven, Francoaceae opcionális szinonim névvel. Így a családok száma négyre csökkent.
Az APG III-rendszerben (2009) az APG II-ben még külön álló Ledocarpaceae családot a Vivianiaceae-be, az opcionálisan leválasztható Hypseocharitaceae-t a Geraniaceae-be, a szintén opcionálisan leválasztható Francoaceae-t és Greyiaceae-t a Melianthaceae-be olvasztották be.
A 2016-os APG IV-rendszer megjelenésével a rend belső viszonyai újra nagymértékben átalakultak. A Francoaceae név átvette a Melianthaceae helyét nevezéktani elsőbbség okán. Utóbbi viszont a Vivianiaceae helyét vette át, Sytsma, Spalink & Berger (2014) munkája alapján. Jelentős bizonytalanságok maradtak azonban a Francoaceae sensu stricto (s.s.), Melianthaceae (Bersama, Fresen. and Melianthus L.) és a Ledocarpaceae belső kapcsolataiban. Itt a Vivianiaceae a Ledocarpaceae későbbi szinonim neveként van használva. Az APG úgy döntött, hogy a bizonytalanságok és ellentmondó bizonyítékok (lásd Palazzesi et al., 2012) feloldásáig a családok szélesebb leírását választja.
Így a Geraniales rend 2016-os leírása szerint csak két családból áll, ezek a Geraniaceae és Francoaceae (benne Bersamaceae, Greyiaceae, Ledocarpaceae, Melianthaceae, Rhynchothecaceae és Vivianiaceae).
A Vivianiaceae és a Ledocarpaceae a Geraniaceae-n belül kapott helyet, a Hypseocharitaceae pedig az Oxalidaceae-ben, ami most az Oxalidales rendbe került. A Melianthaceae-t a Sapindales rendbe helyezték, a Greyiaceae és Francoaceae családokat a rosalesbe, közülük az utóbbit a Saxifragaceae családba olvasztva.
A rend fajaiból származó DNS-darabok 2017-es összehasonlításával a következő törzsfát kapták eredményül.
|  | Hypseocharitaceae |
|  |                   |
|  | Geraniaceae       |
|  |                   |

|  | \| \| Francoaceae \| \| \| \| \| \| Vivianiaceae \| \| \| \| |
|  |                                                              |
|  | Melianthaceae                                                |
|  |                                                              |
|  | Francoaceae                                                  |
|  |                                                              |
|  | Vivianiaceae                                                 |
|  |                                                              |

|  | Francoaceae  |
|  |              |
|  | Vivianiaceae |
|  |              |

|  | Hypseocharitaceae |
|  |                   |
|  | Geraniaceae       |
|  |                   |

|  | \| \| Francoaceae \| \| \| \| \| \| Vivianiaceae \| \| \| \| |
|  |                                                              |
|  | Melianthaceae                                                |
|  |                                                              |
|  | Francoaceae                                                  |
|  |                                                              |
|  | Vivianiaceae                                                 |
|  |                                                              |

|  | Francoaceae  |
|  |              |
|  | Vivianiaceae |
|  |              |